# Olympische Sommerspiele 1956/Schießen
Bei den XVI. Olympischen Sommerspielen 1956 in Melbourne fanden sieben Wettbewerbe im Sportschießen statt. Austragungsort waren ein Schießstand im Stadtteil Williamstown (Gewehr- und Pistolenwettbewerbe) und die Luftwaffenbasis der Royal Australian Air Force im Stadtteil Laverton (Flintenwettbewerbe).

## Bilanz

### Medaillenspiegel
| Platz | Land               | Gold | Silber | Bronze | Gesamt |
| ----- | ------------------ | ---- | ------ | ------ | ------ |
| 1     | Sowjetunion        | 3    | 4      | 1      | 8      |
| 2     | Finnland           | 1    | –      | 1      | 2      |
| 2     | Italien            | 1    | –      | 1      | 2      |
| 2     | Kanada             | 1    | –      | 1      | 2      |
| 2     | Rumänien           | 1    | –      | 1      | 2      |
| 6     | Schweden           | –    | 1      | 1      | 2      |
| 7     | Polen              | –    | 1      | –      | 1      |
| 7     | Tschechoslowakei   | –    | 1      | –      | 1      |
| 9     | Vereinigte Staaten | –    | –      | 1      | 1      |

### Medaillengewinner
| Konkurrenz                             | Gold              | Silber               | Bronze                |
| -------------------------------------- | ----------------- | -------------------- | --------------------- |
| Freies Gewehr Dreistellungskampf 300 m | Wassili Borissow  | Allan Erdman         | Vilho Ylönen          |
| Kleinkaliber Dreistellungskampf 50 m   | Anatoli Bogdanow  | Otakar Hořínek       | John Sundberg         |
| Kleinkaliber liegend 50 m              | Gerald Ouellette  | Wassili Borissow     | Gilmour Boa           |
| Laufender Hirsch 100 m                 | Witalij Romanenko | Olof Sköldberg       | Wladimir Sewrjugin    |
| Freie Pistole 50 m                     | Pentti Linnosvuo  | Machmud Omarow       | Offutt Pinion         |
| Schnellfeuerpistole 25 m               | Ștefan Petrescu   | Jewgeni Tscherkassow | Gheorghe Lichiardopol |
| Tontaubenschießen                      | Galliano Rossini  | Adam Smelczyński     | Alessandro Ciceri     |

## Ergebnisse

### Freies Gewehr Dreistellungskampf 300 m
| Platz | Land | Sportler             | Punkte |
| ----- | ---- | -------------------- | ------ |
| 1     | URS  | Wassili Borissow     | 1138   |
| 2     | URS  | Allan Erdman         | 1137   |
| 3     | FIN  | Vilho Ylönen         | 1128   |
| 4     | FIN  | Jorma Taitto         | 1120   |
| 5     | ROM  | Constantin Antonescu | 1101   |
| 6     | SWE  | John Sundberg        | 1094   |
| 7     | SWE  | Anders Kvissberg     | 1093   |
| 8     | USA  | James Smith          | 1082   |

Datum: 1. Dezember 1956 

20 Teilnehmer aus 14 Ländern

### Kleinkaliber Dreistellungskampf 50 m
| Platz | Land | Sportler         | Punkte |
| ----- | ---- | ---------------- | ------ |
| 1     | URS  | Anatoli Bogdanow | 1172   |
| 2     | TCH  | Otakar Hořínek   | 1172   |
| 3     | SWE  | John Sundberg    | 1167   |
| 4     | URS  | Wassili Borissow | 1163   |
| 5     | FIN  | Vilho Ylönen     | 1161   |
| 6     | CAN  | Gilmour Boa      | 1159   |
| 7     | ROM  | Iosif Sîrbu      | 1157   |
| 8     | SWE  | Anders Kvissberg | 1156   |
| 9     | EUA  | Rudi Sigl        | 1155   |
|       |      |                  |        |
| 11    | EUA  | Albert Sigl      | 1154   |

Datum: 4. Dezember 1956 

44 Teilnehmer aus 27 Ländern

### Kleinkaliber liegend 50 m
| Platz | Land | Sportler         | Punkte |
| ----- | ---- | ---------------- | ------ |
| 1     | CAN  | Gerald Ouellette | 600    |
| 2     | URS  | Wassili Borissow | 599    |
| 3     | CAN  | Gilmour Boa      | 598    |
| 4     | TCH  | Otakar Hořínek   | 598    |
| 5     | ROM  | Iosif Sîrbu      | 598    |
| 6     | HUN  | Sándor Krebs     | 598    |
| 7     | NOR  | Erling Kongshaug | 598    |
| 8     | BRA  | Severino Moreira | 597    |
|       |      |                  |        |
| 11    | EUA  | Rudi Sigl        | 596    |
| 27    | EUA  | Albert Sigl      | 593    |

Datum: 5. Dezember 1956 

44 Teilnehmer aus 25 Ländern

### Laufender Hirsch 100 m
| Platz | Land | Sportler           | Punkte |
| ----- | ---- | ------------------ | ------ |
| 1     | URS  | Witalij Romanenko  | 441    |
| 2     | SWE  | Olof Sköldberg     | 432    |
| 3     | URS  | Wladimir Sewrjugin | 429    |
| 4     | HUN  | Miklós Kovács      | 417    |
| 5     | HUN  | Miklós Kocsis      | 416    |
| 6     | NOR  | Rolf Bergersen     | 409    |
| 7     | SWE  | Benkt Austrin      | 405    |
| 8     | NOR  | John Larsen        | 390    |

Datum: 3. bis 4. Dezember 1956 

11 Teilnehmer aus 6 Ländern

### Freie Pistole 50 m
| Platz | Land | Sportler         | Punkte |
| ----- | ---- | ---------------- | ------ |
| 1     | FIN  | Pentti Linnosvuo | 556    |
| 2     | URS  | Machmud Omarow   | 556    |
| 3     | USA  | Offutt Pinion    | 551    |
| 4     | JPN  | Choji Hosaka     | 550    |
| 5     | URS  | Anton Jassynskyj | 550    |
| 6     | SWE  | Torsten Ullman   | 549    |
| 7     | SWE  | Åke Lindblom     | 542    |
| 8     | AUS  | Len Tolhurst     | 541    |

Datum: 30. November 1956 

33 Teilnehmer aus 22 Ländern

### Schnellfeuerpistole 25 m
| Platz | Land | Sportler              | Punkte |
| ----- | ---- | --------------------- | ------ |
| 1     | ROM  | Ștefan Petrescu       | 587    |
| 2     | URS  | Jewgeni Tscherkassow  | 585    |
| 3     | ROM  | Gheorghe Lichiardopol | 581    |
| 4     | FIN  | Pentti Linnosvuo      | 581    |
| 5     | ARG  | Oscar Cervo           | 580    |
| 6     | HUN  | Szilárd Kun           | 578    |
| 7     | FIN  | Kalle Sievänen        | 576    |
| 8     | HUN  | Károly Takács         | 575    |

Datum: 4. bis 5. Dezember 1956 

35 Teilnehmer aus 22 Ländern

### Tontaubenschießen
| Platz | Land | Sportler           | Punkte |
| ----- | ---- | ------------------ | ------ |
| 1     | ITA  | Galliano Rossini   | 195    |
| 2     | POL  | Adam Smelczyński   | 190    |
| 3     | ITA  | Alessandro Ciceri  | 188    |
| 4     | URS  | Nikolai Mogilewski | 188    |
| 5     | URS  | Juri Nikandrow     | 188    |
| 6     | TCH  | František Čapek    | 187    |
| 7     | SWE  | Knut Holmqvist     | 178    |
| 8     | SWE  | Hans Liljedahl     | 177    |

Datum: 29. November bis 1. Dezember 1956 

32 Teilnehmer aus 18 Ländern